# Пім (річка)
Пім (рос. Пим) — річка у Росії, права притока Обі, тече у Ханти-Мансійському автономному окрузі.

## Фізіографія
Пім бере початок в одному з озер на вододільній височині Сибірські Ували на північному заході Сургутського району Ханти-Мансійського автономного округу на висоті 120—140 м над рівнем моря. Від витоку тече на південь по надзвичайно заболоченій місцевості, майже суспіль покритій великою кількістю озер різного розміру; русло дуже звивисте. Південний напрямок річка зберігає на всьому своєму протязі до самого злиття з Об'ю за 80 км на захід від Сургута на висоті 24 м над рівнем моря. Заплава перед гирлом значно розширюється, і під час весняної повені перед самим впадінням в Об утворюється велике озеро — Пімський Сор; в особливо багатоводні роки воно може зливатись з подібним озером, що утворюється у гирлі сусідньої притоки Обі — Ляміна, який впадає в Об десь за 10 км нижче по її течії. Протоки Чиик і Наринг з'єднують основні русла Піму та Ляміну навіть за низької води.
У гирлі Пім має 100 м завширшки і глибину до 1 м; швидкість плину 0,4 м/c.
Найдовші притоки впадають в Пім зліва у середній течії; найбільша з них — річка Ай-Пім.

## Гідрологія
Довжина річки 390 км, площа басейну 12 700 км². Середньорічний стік, виміряний за 66 км від гирла біля поселення Пім у 1956—1987 роках, становить 85 м³/с. Багаторічний мінімум стоку спостерігається у березні (29 м³/с), максимум — у червні (225 м³/с). За період спостережень абсолютний мінімум місячного стоку (19,4 м³/с) спостерігався у березні 1958 року, абсолютний максимум (390 м³/с) — у червні 1979.
Пім замерзає у другій половині листопада, скресає у травні. Живлення мішане з переважанням снігового. Повінь з травня до жовтня, у серпні висока межень.

## Інфраструктура
Пім судноплавний на 80 км від гирла. Річка використовується для лісосплаву.
Басейн Піма лежить повністю в межах Сургутського району Ханти-Мансійського автономного округу. На річці розташовані два крупних поселення: селище Нижнєсортимський (15 тис. жителів) у верхів'ях і місто Лянтор (38 тис.) у середній течії; обидва поселення обслуговують розробку багатих родовищ нафти і природного газу, відкритих у басейнах Піма і сусіднього Ляміна у 1960-х роках. Між Лянтором і Нижнєсортимським існує автодорога, яка проходить удовж річки по її лівому берегу. Лянтор з'єднаний автодорогою з Сургутом і через нього — з рештою мережі російських автодоріг.